# Sargocentron wilhelmi
Sargocentron wilhelmi là một loài cá biển thuộc chi Sargocentron trong họ Cá sơn đá. Loài này được mô tả lần đầu tiên vào năm 1963.

## Từ nguyên
Từ định danh wilhelmi được đặt theo tên của Ottmar E. Wilhelm, nhà sinh học người Chile, người đã thu thập nhiều loài cá tại đảo Phục Sinh, bao gồm mẫu định danh của loài cá này.

## Phân bố và môi trường sống
S. wilhelmi là loài đặc hữu của đảo Phục Sinh (Chile), nằm ở phía đông nam Thái Bình Dương.
S. wilhelmi được thu thập ở độ sâu đến ít nhất là 18 m.

## Mô tả
Chiều dài cơ thể lớn nhất được ghi nhận ở S. wilhelmi là 19,5 cm. Thân có màu đỏ với khoảng 9 sọc trắng bạc rất mảnh dọc theo các hàng vảy cá (6 trong số này kéo dài đến gốc vây đuôi). Đầu ánh bạc trên nắp mang và một vệt trắng xiên từ giữa trên của hàm trên đến góc nắp mang.
Số gai ở vây lưng: 11; Số tia vây ở vây lưng: 13–14; Số gai ở vây hậu môn: 4; Số tia vây ở vây hậu môn: 9.